# Badulla (dystrykt)
Badulla (syng. බදුල්ල දිස්ත්‍රික්කය badūlla distrikkaya, tamil. பதுளை மாவட்டம் Patuḷai māvaṭṭam) – dystrykt Sri Lanki znajdujący się w Prowincji Uwa.
Jego powierzchnia wynosi 2 861 km², w 2011 zamieszkany był przez 886 000 osób.

## Edukacja
- Saraswathy Central College
- S.Thomas' College Bandarawela
- St.Joseph's college
- Bandarawela Central College
- Dharmadutha College
- UVA College
- Badulla Central College
- Vishaka Girls High School
- Viharamahadevi Girls School
- Passara National College

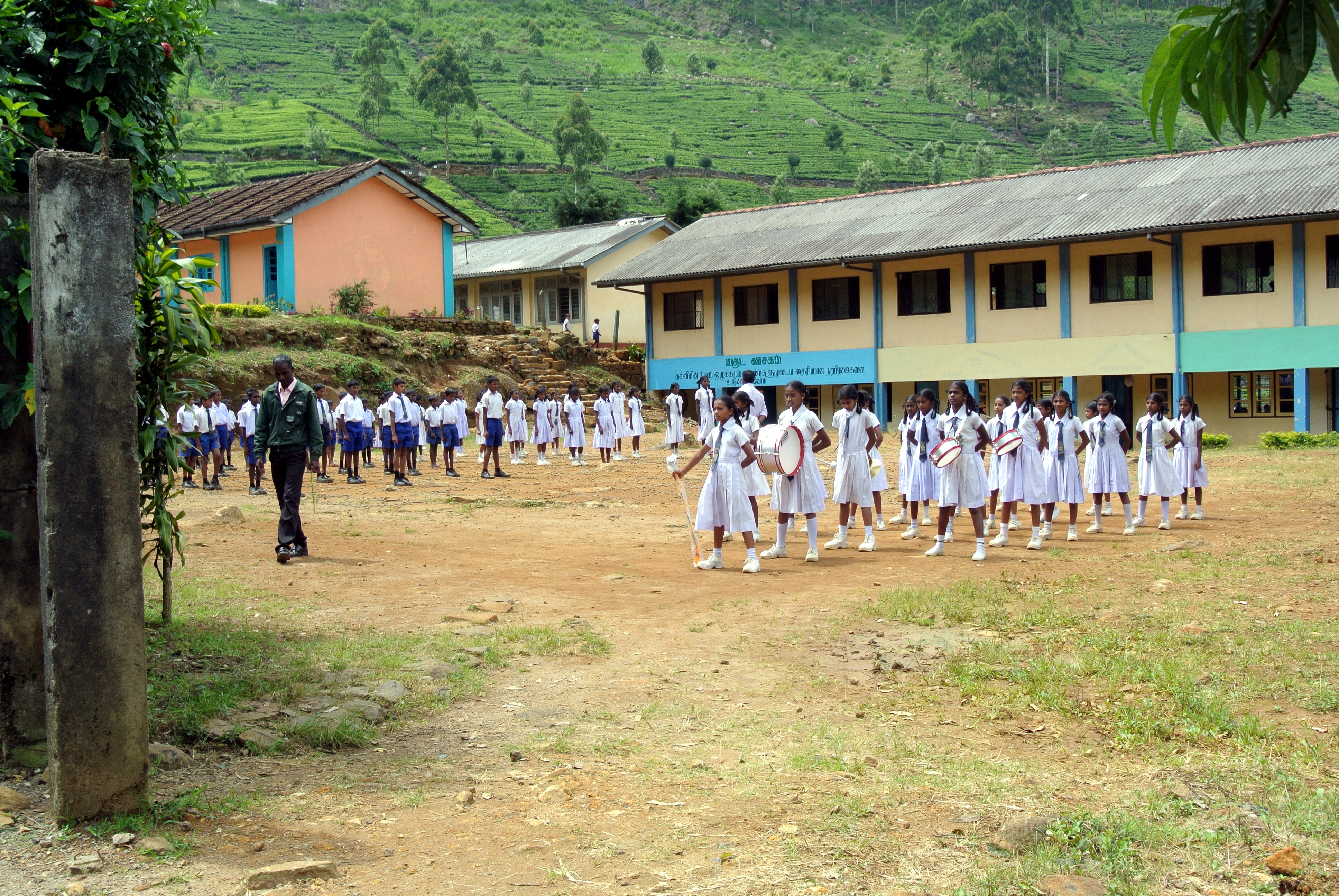
Szkoła w dystrykcie Badulla

- Passara Tamil Maha Vidyalayam National College
- Sri Ramakrishna College
- Al Adhan Maha Vidyalaya
- Barathy Maha Vidyalayam
- Tamils Girls maha vidyalayam

## Wyznanie
Buddyzm (72.6%)
     Hinduizm (19.4%)
     Islam (5.8%)
     Chrześcijaństwo (2.1%)
| Wyznanie             | Osób    | % osób |
| -------------------- | ------- | ------ |
| Buddyzm              | 589 393 | 72,63% |
| Hinduizm             | 157 360 | 19,39% |
| Islam                | 47 172  | 5,81%  |
| Rzymskokatolickie    | 11 630  | 1,43%  |
| Inne chrześcijańskie | 5985    | 0,74%  |

Dane z 2011